# Terry Zwigoff
Terry Zwigoff (Appleton, 18 de Maio de 1949) é um realizador estadunidense. É conhecido pelas suas adaptações cinematográficas de bandas-desenhadas alternativas, como Crumb (1994) e Ghost World (2001).

## Biografia
Trabalhou como músico, pintor e estafeta, até decidir fazer um documentário sobre Howard Amstrong, desconhecido músico blues de Chicago. Passou dois anos a investigar, e dessa pesquisa surgiu Louie Bluie (1985).
Depois deste filme, mudou-se para S. Francisco, onde conheceu o autor de banda-desenhada alternativa Robert Crumb, com o qual descobriu uma afinidade musical(ambos coleccionavam música blues). Passou então a fazer parte da banda de Crumb: R. Crumb & His Cheap Suit Serenaders. Por esta altura, Zwigoff começou a trabalha no seu segundo filme - Crumb (1994) -, um documentário baseado em Crumb, que cobria quase duas décadas da sua vida e que mostra a vida pessoal, profissional e do mundo das bandas-desenhadas alternativas deste. Crumb tornou-se o primeiro sucesso comercial de Zwigoff e foi aclamado pela crítica,ganhando, entre outros,o Prémio do Júri do Festival de Sundance de 1994. Tornou-se no terceiro documentário mais rentável de sempre.
Hollywood interessou-se por ele, oferecendo-lhe projectos como As Virgens Suicidas (1999) (mais tarde realizado por Sofia Copolla) e Elf (2003), recusando-os por causa da antipatia que tem pelo comercialismo deste organismo (recusou inclusive participar num spot publicitário de The Gap, em que lhe ofereciam 10.000 dólares pela sua participação).
Em 2001 realizou o filme Ghost World, baseado na banda desenhada de Daniel Clowes, igualmente intitulado, que retrata a amizade de duas adoelescentes que apresentam certa excentricidade relativamente ao resto da comunidade escolar. Ghost World permitiu a Zwigoff e ao co-argumentista Daniel Clowes serem nomeados para melhor adaptação dos Óscar, em 2002, e dando vários prémios de representação a Thora Birch, actriz principal deste filme.
Bad Santa (2003) foi o seu quarto filme, onde retratava um Pai Natal fora do comum, que ofendeu várias comunidades pelo seu conteúdo subversivo.
Mais tarde, novamente com argumento de Daniel Clowes, realiza Art School Confidencial(2006), que relata a vida de um adolescente que aspira ser um conceituado artista plástico, tentando alcançar o caminho para o reconhecimento profissional e estabelecer uma vida amorosa. Apresentado no Festival de Sundance do mesmo ano, não arrecadou nenhum prémio apesar de ter sido bem recebido pela crítica especializada.

## Filmografia
- Art School Confidential (2006)
- Bad Santa (2003)
- Ghost World (2001)
- Crumb (1994)
- Louie Bluie (1986)

## Ligações Externas
Terry Zwigoff. no IMDb.